# Politique étrangère du Koweït
La politique étrangère du Koweït désigne l'ensemble des relations diplomatiques de l'État du Koweït depuis son indépendance du Royaume-Uni obtenue le 19 juin 1961.
Le Koweït est membre des Nations unies, de la Ligue arabe, de l'Organisation de la coopération islamique, du Conseil de coopération du Golfe, et de l’Organisation des pays exportateurs de pétrole.

## Relations avec les pays du Moyen-Orient

### Relations avec les États de la péninsule arabique

#### Relations l'Arabie saoudite
En 1961, l'Arabie saoudite, solidaire du Koweït, autre monarchie pro-occidentale de la région, est l'un des principaux contributeurs à la force multinationale arabe déployée au Koweït pour empêcher l'Irak de l'annexer. En 1990, le royaume saoudien participe à la guerre du Golfe déclenchée contre l'Irak en réaction à son invasion du Koweït, et héberge sur son territoire une part significative des armées occidentales.

#### Relations avec Oman
Le Koweït et Oman sont membres du Conseil de coopération du Golfe. Pendant la guerre du Golfe destinée à stopper invasion irakienne du Koweït, Oman met des facilités aériennes et portuaires à disposition de la coalition internationale.
Le Koweït est un important investisseur à Oman.

#### Relations avec le Qatar
Lors de la crise du Golfe qui oppose une coalition de pays arabes menés par l'Arabie saoudite, au Qatar, le Koweït est avec Oman le seul membre du conseil de coopération du Golfe à refuser d'appliquer l'embargo et la boycott décidé par l'Arabie saoudite envers le Qatar.

### Relations avec le reste du Moyen-Orient

#### Relations avec l'Irak
Séparés par une frontière de 240 kilomètres, le Koweït et l'Irak ont subi les mêmes influences, ayant été tour à tour sous la domination ottomane (le « vilayet de Bassora ») et britannique, et auraient pu former un seul pays. Son tracé est défini par les accords d'Uqair de 1922-1923.

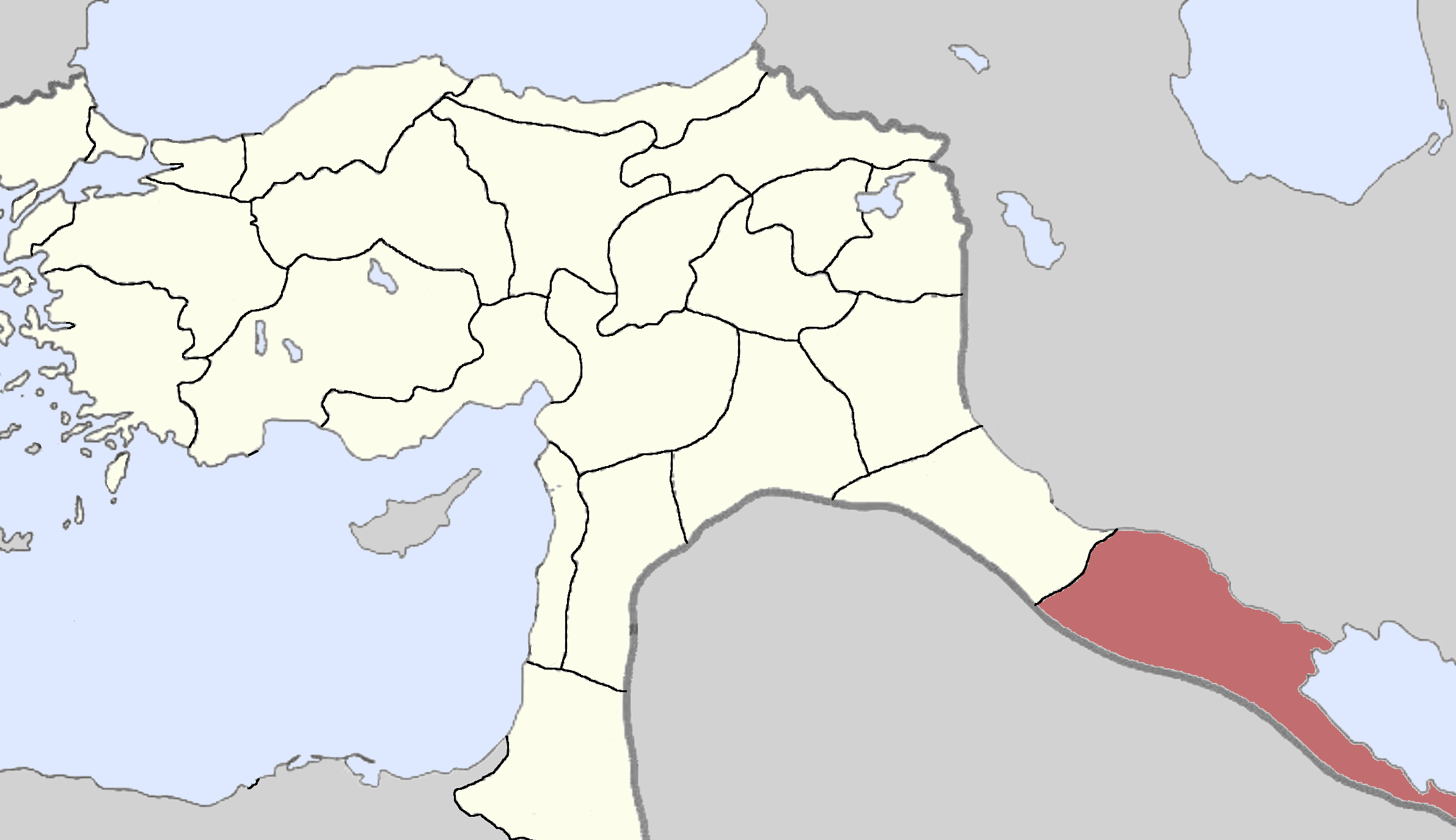
Vilayet de Bassora sous l'Empire ottoman.

Les relations entre l'Irak et le Koweït ont toujours été plus intenses qu'avec les autres pays du Golfe, caractérisée par une alternance entre tension et coopération. De grandes familles koweïtiennes étaient implantées dans la région de Bassorah où elles possédaient d'importantes plantations de dattes et l'émirat dépendait étroitement de l'Irak pour ses approvisionnements en produits agricoles et surtout en eau provenant du Chatt Al-Arab. Les premières revendications officielles de l’Irak remontent à 1937-1938, à la suite des premières découvertes de pétrole dans l’Émirat. Depuis, tous les régimes irakiens du XXe siècle réclamant ce dernier. La mort du roi Ghazi en 1939, met fin à ce premier épisode de tensions, mais la délimitation de la frontière reste impossible en raison des réticences de l'Irak à reconnaître la légitimité d'une entité koweïtienne séparée.
En juin 1961, à la suite du retrait britannique officialisant l'indépendance du Koweït, le général Abd Karim Kassem, Premier ministre irakien depuis la révolution de 1958, revendique le territoire du Koweït comme « partie intégrante de l'Irak ». Pour faire pression sur l'Émirat, il gèle ses fonds placés dans des banques irakiennes, et bloque les navires koweïtiens stationnés à Bassorah. En réaction, le cheikh du Koweït présente une plainte au Conseil de sécurité de l'ONU contre cette menace d'annexion, dépose sa candidature à la Ligue arabe et fait appel à l'aide diplomatique et militaire de la Grande-Bretagne. 5 000 soldats britanniques stationnent dans l'Émirat, poussant Abd al-Karim Kassem à renoncer à ses ambitions expansionnistes. À l'initiative l'impulsion du président égyptien Nasser ces forces sont remplacées par une forces multinationale arabe, dans le même objectif de contrer une invasion irakienne.
Le remplacement en 1963 d'Abd al-Karim Kassem par Abdel Salam Aref ouvre la voie à une normalisation des relations : l'Irak accepte de reconnaître la souveraineté du Koweït (le 4 octobre 1963) en échange d'un renoncement par ce dernier à son traité de défense avec la Grande-Bretagne.

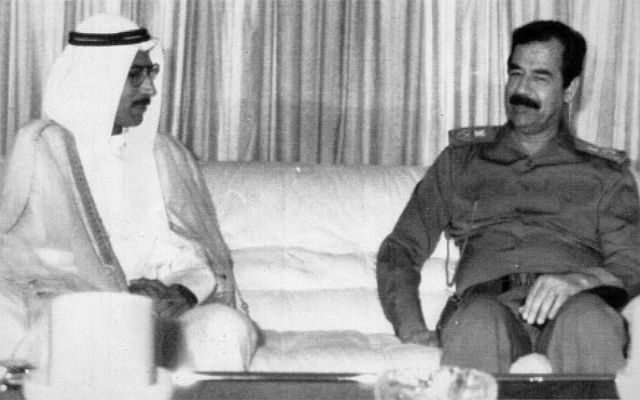
Alaa Hussein Ali (nommé à la tête du gouvernement fantoche du Koweït) avec Saddam Hussein en 1990.

Entre 1980 et 1988, le Koweït soutient l'Irak lors de la guerre Iran-Irak. Mais deux ans plus tard, ruiné par ses dépenses militaires et accusant le Koweït, l’un de ses principaux créanciers de lui avoir volé du pétrole par un forage horizontal, Saddam Hussein décide d'envahir le petit Émirat. Après une victoire rapide, celui-ci y installe un gouvernement fantoche favorable à l'Irak, dirigé par l'officier koweïtien Alaa Hussein Ali.
Après une série de négociations internationales infructueuses, les États-Unis déclarent la guerre à l'Irak en janvier 1991. La guerre du Golfe regroupant contre l'Irak une large coalition internationale dure jusqu'à la fin février 1991, date à laquelle le Koweït est libéré. Le 15 mars 1991, l'émir du Koweït, Jaber al-Ahmad al-Sabah, rentre au pays après avoir passé plus de 8 mois en exil.
Début 1993, Saddam Hussein mène à nouveau des incursions au Koweït et installe des missiles dans la zone d’exclusion aérienne, provoquant la riposte des États-Unis (des raids aériens au sud le 13 janvier et contre Bagdad le 17 janvier), avant finalement de reconnaître officiellement le Koweït en novembre 1994.

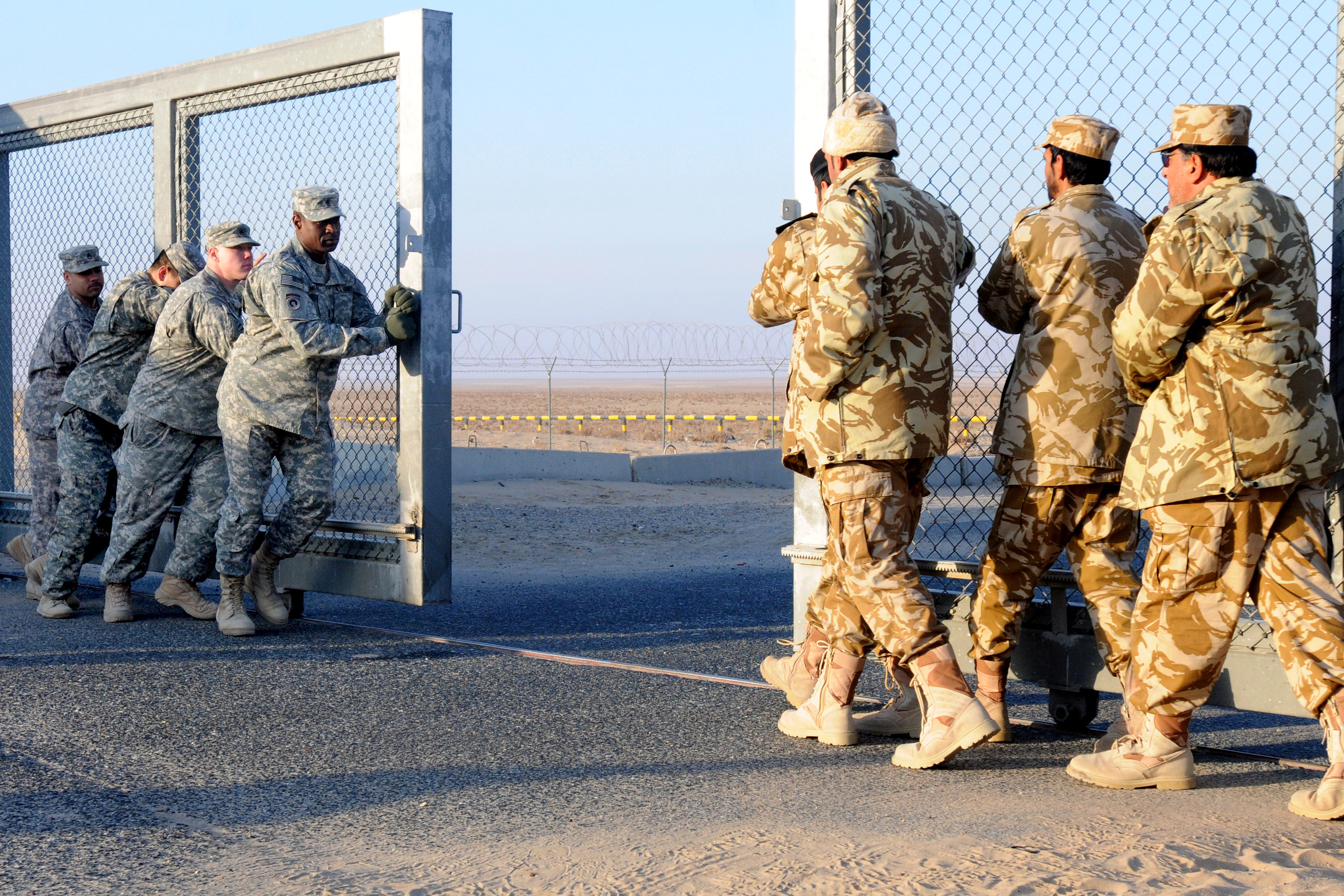
Des soldats américains et koweïtiens ferment le portail à la frontière entre l'Irak et le Koweït marquant la fin de l'opération New Dawn, 18 décembre 2011.

Lors de la guerre d'Irak de 2003, le Koweït se joint à la coalition internationale menée par les États-Unis et la Grande-Bretagne, tandis qu'une grande partie des forces de cette coalition stationnent sur le territoire de l'Émirat, depuis lequel ils lancent l’invasion de l'Irak le 20 mars 2003.
En 2014, pendant la guerre contre l'État islamique, le Koweït met de nouveau son territoire à disposition de la coalition internationale, cette fois-ci en appui au gouvernement irakien. En représailles, le groupe djihadiste commet un attentat à la bombe contre une mosquée chiite au Koweït en 2015. En 2018, après la fin de la guerre civile, signe fort de rapprochement entre les deux États, le Koweït est l'hôte d'une conférence internationale sur la reconstruction de l'Irak.
En 2021, soit trente ans après la guerre du Golfe, l'Irak a payé plus de 50 milliards de dollars de compensations au Koweït, et restitué plusieurs tonnes d'archives pillées par l'armée irakienne durant ses sept mois d'occupation de ce pays. Les deux pays n'ont toujours pas délimité leurs frontières maritimes tandis que le dossier des disparus koweïtiens reste toujours ouvert. Des conflits demeurent entre les deux États quant au partage de leurs ressources pétrolières et la concurrence entre leurs infrastructures portuaires.

#### Relations avec Israël
Contrairement à son voisin irakien, le Koweït n'a pas participé à la guerre israélo-arabe de 1948, n'ayant obtenu son indépendance des Britanniques qu'en 1961. Mais l’armée koweïtienne s’est battue contre les Israéliens sur le front égyptien en juillet 1967, et sur le front syrien, dans le Golan, lors de la guerre d’octobre 1973.
L'Émirat a accueilli de très nombreux réfugiés palestiniens, mais décide d'en expulser près de 300 000 dans la foulée de la guerre du Golfe, après que l’Organisation de libération de la Palestine ait apporté son soutien à l'invasion de Saddam Hussein,. 60 000 Palestiniens résident encore actuellement au Koweït.
Depuis les années 1990, le Koweït tient, à l'instar de l'Arabie saoudite, une position ambivalente vis-à-vis d'Israël, excluant toute éventualité de normalisation avec l'État hébreu, tout en ayant des relations stratégiques très fortes avec les États-Unis, principaux alliés d'Israël.
Une grande partie de la population — dont le poids social et économique est important — refuse toute normalisation avec Tel-Aviv, et l'a réaffirmé à la suite des accords passés entre l'État hébreu avec les Émirats arabes unis et Bahreïn. Le fait que les principales décisions en matière de politique étrangère soient prises par le parlement implique qu'une décision de normalisation avec Israël ne peut pas passer outre une opinion publique défavorable, contrairement aux monarchies du Golfe dirigées par des gouvernements autocratiques. En août 2020, le Parlement a réitéré son soutien à la cause palestinienne qui demeure selon lui « la cause principale des Arabes et des musulmans », dans un communiqué signé par 41 des 50 députés de l’Assemblée.
La monarchie ne reconnaît pas l’existence de l’État d’Israël et le désigne toujours en tant que « entité sioniste » ou « Palestine occupée », tandis que les médias du pays qualifient les Palestiniens tués par l’armée d’occupation de « martyrs ».

## Relations avec les pays européens et occidentaux

### Relations avec l'Amérique

#### Relations avec les États-Unis
En 1990, les États-Unis, missionnés par les Nations unies, prennent la tête d'une coalition militaire internationale pour stopper et repousser l’invasion du Koweït par l’armée irakienne lors de l'opération Tempête du désert.
Depuis 2004, le Koweït est un allié majeur non-membre de l'OTAN, à l'initiative de l'administration américaine.

### Relations avec l'Europe

#### Relations avec la Grande Bretagne
Le Koweït a été un protectorat britannique entre la fin de la première guerre mondiale à la suite de la victoire britannique à la campagne de Mésopotamie, et l'indépendance du pays en 1961.
En 1990, le Royaume-Uni participe à la coalition militaire internationale qui stoppe et repousse l'armée irakienne du Koweït lors de la guerre du Golfe.

#### Relations avec la France
La France reconnaît l'indépendance du Koweït deux mois après sa proclamation, en 1961. Le Koweït devient rapidement un important fournisseur de pétrole pour la France. Au cours des conflits israélo-arabes, la France adopte, à partir de 1967, une position favorable aux pays arabes, qui lui permet une forte coopération et la signature de contrats dans le domaine de l'armement.
En 1991, à la suite de l'invasion du Koweït par l'Irak, la France, aux côtés des États-Unis d'Amérique, et sous mandat de l'ONU, libère le Koweït lors de l'Opération Daguet (participation de l'armée française à la coalition militaire). En 1992, la France conclut un accord de défense avec le Koweït, renouvelé en 2009, qui permet à la France d'avoir une présence militaire dans le golfe et d'intervenir contre l’État Islamique en 2015. Selon les termes de l'accord, la France et le Koweït conduisent des exercices militaires conjoints et des personnels militaires koweïtiens sont formés en France.
Sur le plan économique, le Koweït est le troisième fournisseur de la France parmi les pays du golfe., et le premier acheteur d'armes à la France, avec des contrats portant sur 1,1 milliard d’euros d’achat d’armement en 2017.

#### Relations avec la Russie
Dans les années qui suivent son indépendance en 1971, en pleine guerre froide, le Koweït le premier pays du Golfe (essentiellement pro-américains) à ouvrir une ambassade à Moscou.
Pendant la guerre du Golfe, l'Union soviétique, président soviétique Mikhaïl Gorbatchev s'associe avec les États-Unis pour condamner l'agression irakienne sur le Koweït, mais ne participe pas à la coalition militaire internationale.

## Relations avec l'Asie-Pacifique

### Relations avec la Chine
La Chine est un partenaire commercial majeur du Koweït, dont elle est l'un des principaux importateur de pétrole.